# Hydroporus dobrogeanus
Hydroporus dobrogeanus is een keversoort uit de familie waterroofkevers (Dytiscidae). De wetenschappelijke naam van de soort is voor het eerst geldig gepubliceerd in 1962 door Ienistea.